# Centrale Commissie Dierproeven
De Centrale Commissie Dierproeven (CCD) is in Nederland het centrale orgaan dat als enige bevoegd is om vergunningen voor dierproeven te verlenen.
In 2014 werd de nieuwe Wet op de dierproeven (Wod) ingevoerd in het kader van de Europese richtlijn uit 2010. Daarom is de CCD opgericht op 18 december 2014.
De CCD beoordeelt projectvergunningsaanvragen op basis van de bovenstaande wettelijke kaders en nemen daarin zwaarwegend het advies mee van de Dierexperimentencommissies (DEC’s). De volgende expertises zijn bij de CCD vertegenwoordigd: wetenschap, ontwerp van proeven en methodologie, proefdiergeneeskunde, houden en verzorgen van dieren, ethiek en proefdieren en hun bescherming.